# Stella intergalattica

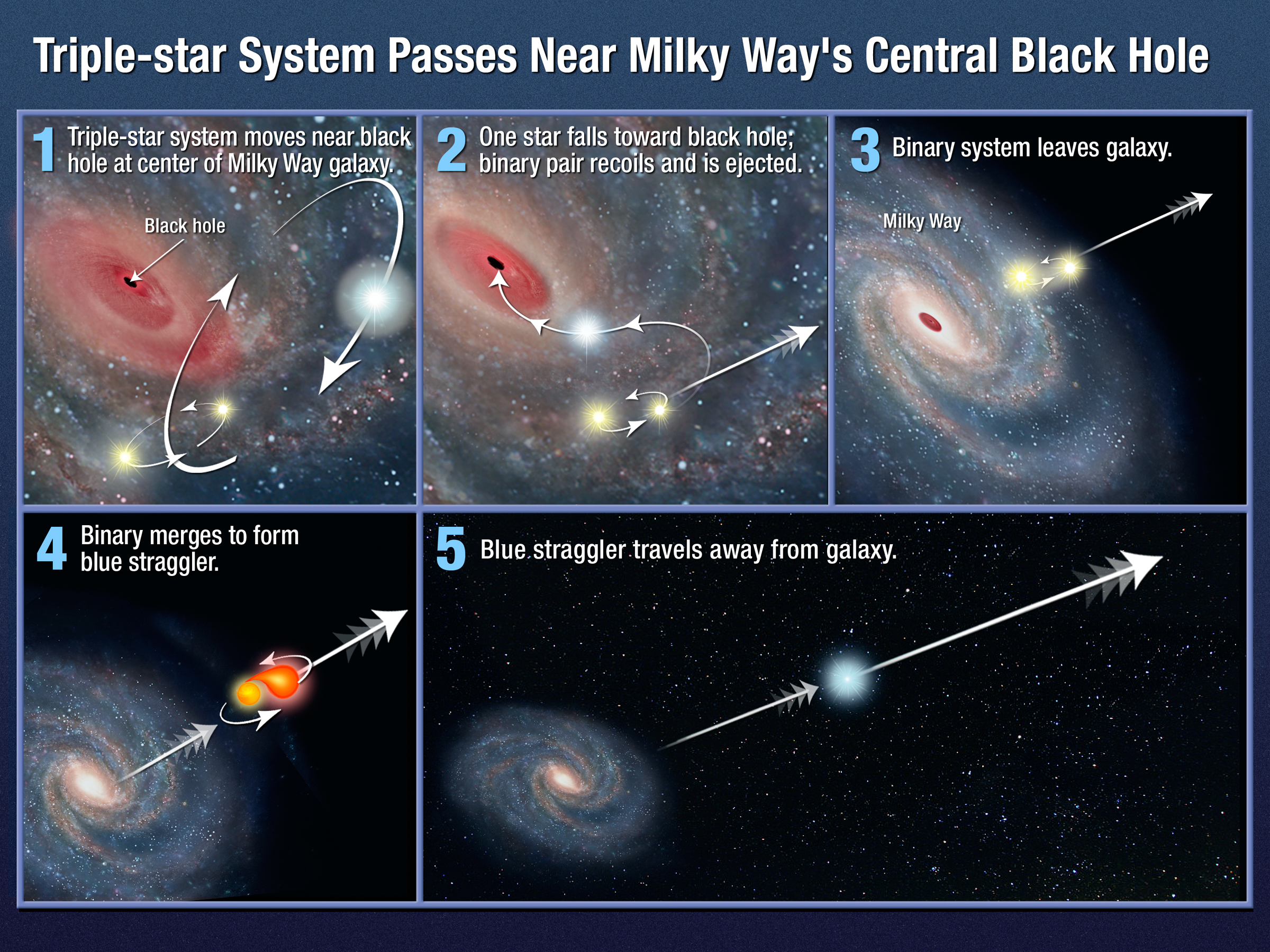
Il meccanismo che porterebbe all'espulsione di una stella nello spazio intergalattico.

Una stella intergalattica è una stella che non appartiene a nessuna galassia. Queste stelle sono state oggetto di un forte dibattito nella comunità scientifica nel corso degli anni novanta, e la convinzione generale è che sono il risultato della collisione tra galassie.

## Scoperta

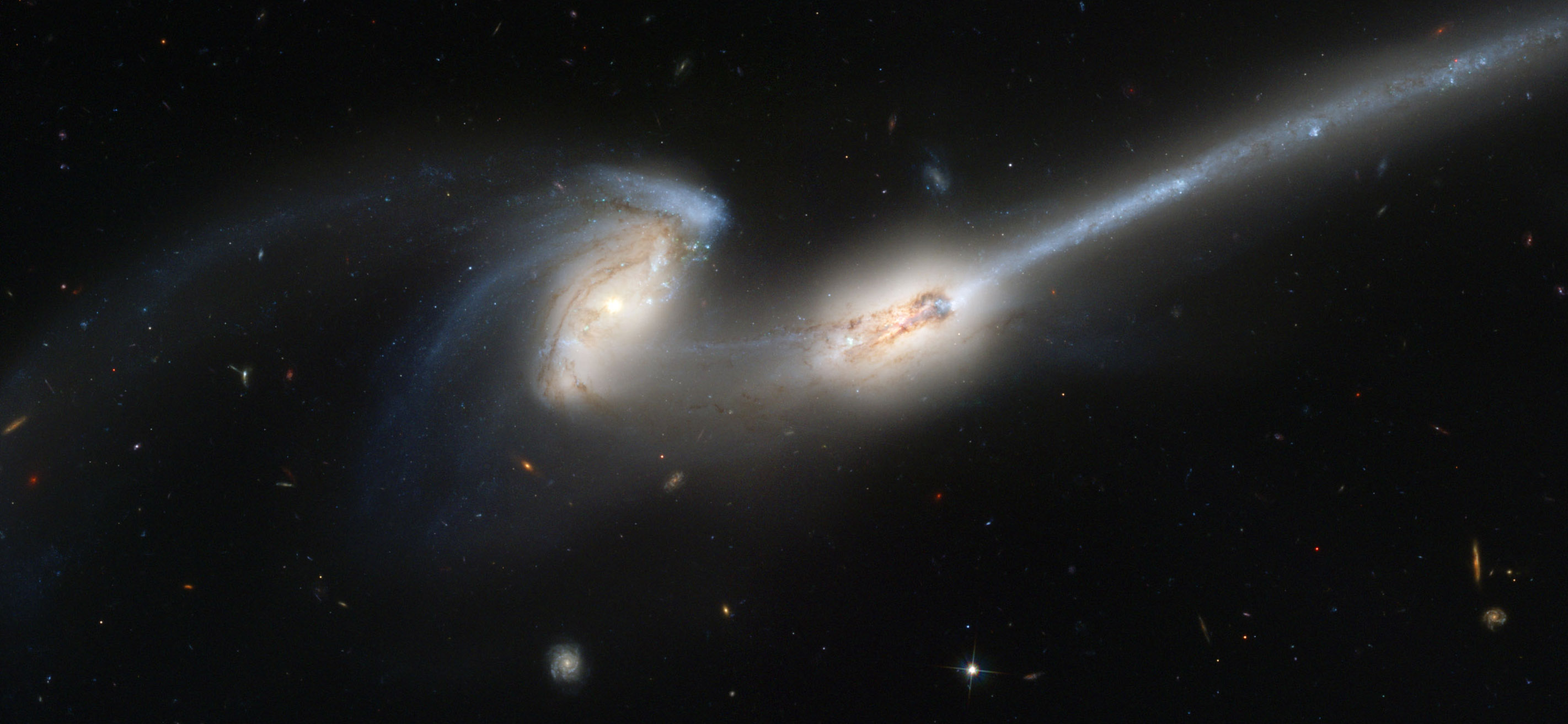
Le Galassie Topo: si pensa che collisioni tra galassie siano le responsabili dell'esistenza delle stelle intergalattiche.

Fino alla metà degli anni novanta si riteneva che le stelle esistessero solo all'interno delle galassie. Tuttavia, nel 1997 questa ipotesi fu smentita, in seguito all'osservazione tramite il telescopio spaziale Hubble di alcune stelle intergalattiche nell'Ammasso di galassie della Vergine. Successivamente fu poi scoperto un altro gruppo di stelle intergalattiche, nell'ammasso della Fornace.
Le prime stelle di questo tipo scoperte distano dalla più vicina galassia circa 300.000 anni luce e sebbene la massa esatta non sia ben conosciuta, si stima che esse costituiscano il 10% della massa totale racchiusa nell'Ammasso della Vergine.

## Formazione
La teoria più accreditata riguardo alla formazione di queste stelle è che originariamente appartenessero ad una galassia, da cui sono state espulse a causa delle interazioni gravitazionali dovute alla collisione con un'altra o più galassie. Queste interazioni possono finire per espellere alcune delle loro stelle nello spazio intergalattico.
Come spiegazione complementare, è stato proposto che alcune di esse siano le stelle rimaste da un sistema stellare multiplo, in cui alcune delle componenti siano state attratte verso un buco nero, o un centro galattico, a seguito di un passaggio ravvicinato, mentre le altre componenti abbiano subito un'accelerazione verso l'esterno per il principio di conservazione del momento angolare del sistema stellare.